# 卡蘭金齊
49°35′8″N 30°56′30″E / 49.58556°N 30.94167°E
卡蘭金齊（烏克蘭語：Карандинці）是位於烏克蘭北部的村莊，由基辅州奧布希夫區的博胡斯拉夫市鎮負責管轄。該村面積0.8平方公里，海拔高度163米，2001年人口140，人口密度每平方公里175人。